# Schwindratzheim
Schwindratzheim (prononcé [ ʃvindratsajm] en français et Schwingelse [ʃvɪŋl̩sə] en alsacien) est une commune française de la plaine d'Alsace située à 22,5 km au nord-ouest de Strasbourg dans la circonscription administrative du Bas-Rhin et, depuis le 1er janvier 2021, dans le territoire de la Collectivité européenne d'Alsace, en région Grand Est.
Bourg de milieu rural, Schwindratzheim est intégrée dans la communauté de communes du Pays de la Zorn qui regroupe 27 localités autour de Hochfelden.

## Géographie

### Localisation
Schwindratzheim se situe à environ 20 kilomètres au nord-ouest de Strasbourg.

### Géologie et relief
Du nord au sud, trois types de terrains caractérisent le ban de Schwindratzheim.
- Les terres agricoles

Au nord du village, la bonne qualité des terres a permis le développement de l'agriculture. Ce secteur est recouvert de lœss de l'époque des glaciation de Würm et glaciation de Mindel. On y trouve essentiellement du maïs et des céréales, mais également quelques champs de houblon.
- La vallée de la Zorn

C'est indéniablement, la proximité de l'eau, richesse naturelle, qui a fixé les premiers hommes dans cette région. La Zorn (la colère) porte mal son nom. C'est une rivière paisible. Elle prend sa source en Moselle à une altitude de 600 mètres. Sa longueur avoisine les 100 km. Dans la plaine d'Alsace, elle traverse ou côtoie les bourgs et les villages dont Schwindratzheim avant de se jeter dans la Moder. Étymologiquement son nom signifie La Coulante .
Les documents anciens la désigne sous le nom Sorne en allemand. Mais elle fait régulièrement des siennes en sortant de son lit. Elle s'épanche alors dans toute la vallée et parfois jusqu'au pied des maisons situées au sud de la voie de chemin de fer. Au fil du temps, l'accumulation d'alluvions sablo-limoneux d'origine vosgienne a créé de magnifiques prés, joliment fleuris au printemps.
- Le Gipsberg

Son nom provient de l'exploitation de mines de gypse au XXe siècle. La plus importante carrière a été ouverte en 1902. Jusqu'en 1968, une exploitation intensive de gypse et d'anhydre transformés sur place en chaux a employé une main-d'œuvre locale. La proximité du canal permettait l'expédition vers d'autres usines.
Durant la Seconde Guerre mondiale, les carrières étaient annexées au camp du Struthof. Les effondrements de ces carrières souterraines qui s'étendaient jusqu'à 80 mètres sous la colline sont visibles sur le flanc ouest. De nos jours, les galeries ont retrouvé une existence paisible et  hébergent des chiroptères.

### Communes limitrophes
|             | Alteckendorf    | Minversheim         |
| Hochfelden  | Schwindratzheim | Mommenheim          |
| Mutzenhouse |                 | Waltenheim-sur-Zorn |

### Villages disparus

#### Frankolvisheim
Cet habitat se serait situé entre Schwindratzheim et Mommenheim. La dernière mention d’un habitat remonte à 1373 sous la dénomination de Frankoltzheim.

#### Lortzheim
Le ban de ce hameau se situait sans doute sur les actuels lieux-dits Lertschenberg et Lertschenthal qui se trouvent à 1,7 km au nord-est de Schwindratzheim, près des habitations de la SANEF. On le trouve cité dès 713 puis en l’an 746 sous la dénomination Lorancenheim ; en 1300 sous Lortzenheim, en 1345 sous Lurtzheim et en 1423 sous Lortzheim.

#### Gundershausen
Le nom de cette ferme isolée ou de ce hameau est cité en 1326 dans le finage de Bossendorf et vers 1350 sous Gunterhuse comme étant situé près de Bossendorf et de Lixhausen. Il existe encore aujourd’hui un nom de lieu-dit Im Gundershausen situé le long de la route D 108 qui mène vers Bossendorf, sur le ban communal de Schwindratzheim.

#### Autres habitats disparus
- Bodershausen (voir Bossendorf).
- Etschhausen (voir Minversheim).
- Voir aussi Mommenheim.

### Hydrographie
La commune est dans le bassin versant du Rhin au sein du bassin Rhin-Meuse. Elle est drainée par le canal de la Marne au Rhin, la Zorn et le ruisseau de Mutzenhouse,.
Le canal de la Marne au Rhin, d'une longueur totale de 314 km, et 178 écluses à l'origine, relie la Marne (à Vitry-le-François) au Rhin (à Strasbourg). Par le canal latéral de la Marne, il est connecté au réseau navigable de la Seine vers l'Île-de-France et la Normandie.
La Zorn, d'une longueur totale de 96,7 km, prend sa source dans la commune de Walscheid et se jette  dans le canal de la Marne au Rhin à Rohrwiller, après avoir traversé 34 communes. Les caractéristiques hydrologiques de la Zorn sont données par la station hydrologique située sur la commune de Mommenheim. Le débit moyen mensuel est de 5,36 m3/s. Le débit moyen journalier maximum est de 143 m3/s, atteint lors de la crue du 26 mai 1983. Le débit instantané maximal est quant à lui de 132 m3/s, atteint le 18 mai 2024.

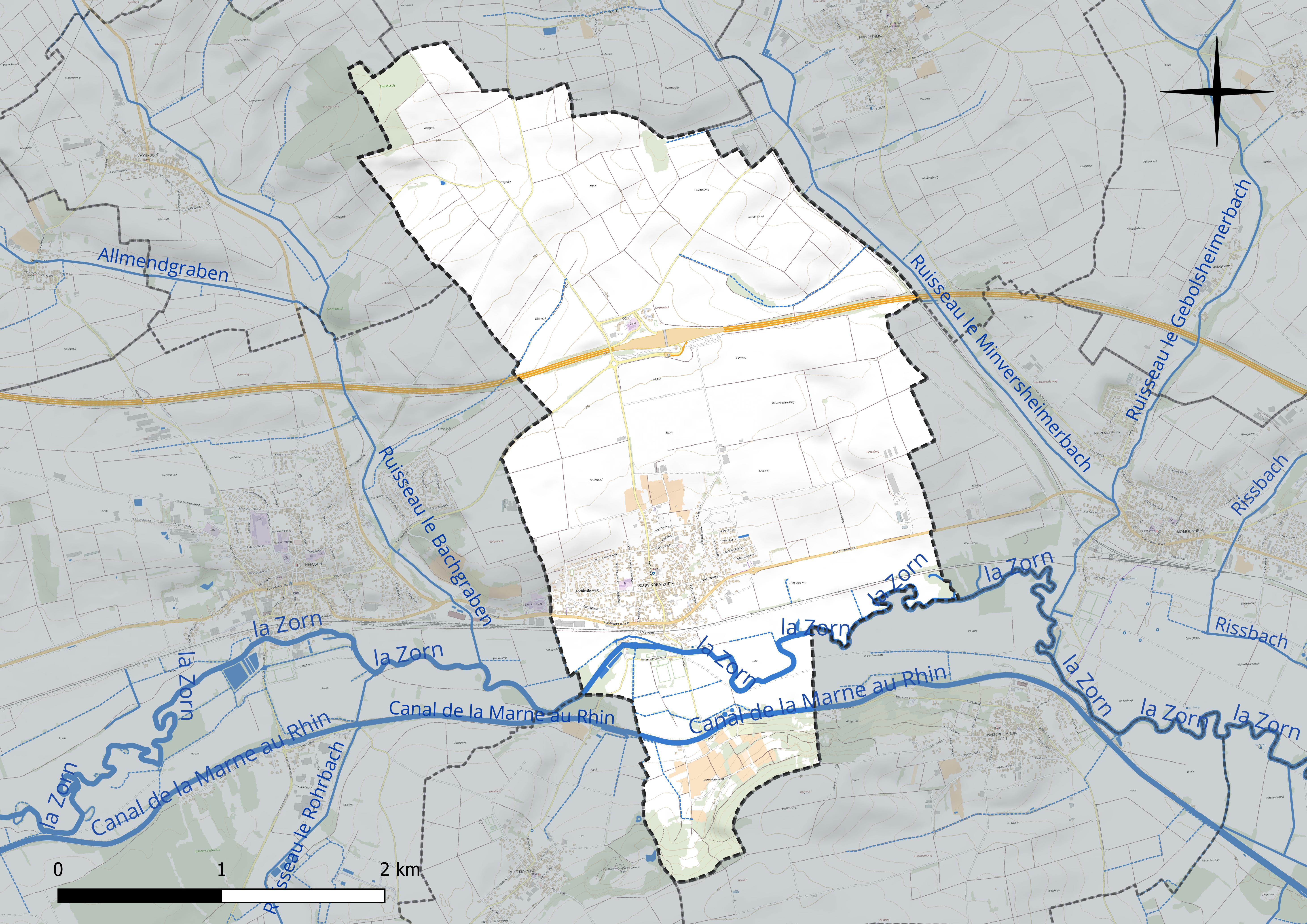
Réseau hydrographique de Schwindratzheim.

Un plan d'eau complète le réseau hydrographique : l'étang du Moulin (0,2 ha),.

### Climat
Pour des articles plus généraux, voir Climat du Grand Est et Climat du Bas-Rhin.
En 2010, le climat de la commune est de type climat des marges montargnardes, selon une étude du Centre national de la recherche scientifique s'appuyant sur une série de données couvrant la période 1971-2000. En 2020, Météo-France publie une typologie des climats de la France métropolitaine dans laquelle la commune est exposée à un climat semi-continental et est dans la région climatique  Vosges, caractérisée par une pluviométrie très élevée (1 500 à 2 000 mm/an) en toutes saisons et un hiver rude (moins de 1 °C).
Pour la période 1971-2000, la température annuelle moyenne est de 10,6 °C, avec une amplitude thermique annuelle de 17,8 °C. Le cumul annuel moyen de précipitations est de 746 mm, avec 9,9 jours de précipitations en janvier et 10,1 jours en juillet. Pour la période 1991-2020, la température moyenne annuelle observée sur la station météorologique de Météo-France la plus proche, « Waltenheim-sur-zorn », sur la commune de Waltenheim-sur-Zorn à 2 km à vol d'oiseau, est de 11,3 °C et le cumul annuel moyen de précipitations est de 652,2 mm. 
La température maximale relevée sur cette station est de 38 °C, atteinte le 7 août 2015 ; la température minimale est de −14,9 °C, atteinte le 20 décembre 2009,,.
Les paramètres climatiques de la commune ont été estimés pour le milieu du siècle (2041-2070) selon différents scénarios d'émission de gaz à effet de serre à partir des nouvelles projections climatiques de référence DRIAS-2020. Ils sont consultables sur un site dédié publié par Météo-France en novembre 2022.

## Urbanisme

### Typologie
Au 1er janvier 2024, Schwindratzheim est catégorisée petite ville, selon la nouvelle grille communale de densité à sept niveaux définie par l'Insee en 2022.
Elle appartient à l'unité urbaine de Hochfelden, une agglomération intra-départementale regroupant deux  communes, dont elle est une commune de la banlieue,,. Par ailleurs la commune fait partie de l'aire d'attraction de Strasbourg (partie française), dont elle est une commune de la couronne,. Cette aire, qui regroupe 268 communes, est catégorisée dans les aires de 700 000 habitants ou plus (hors Paris),.

### Occupation des sols
L'occupation des sols de la commune, telle qu'elle ressort de la base de données européenne d’occupation biophysique des sols Corine Land Cover (CLC), est marquée par l'importance des territoires agricoles (87,4 % en 2018), en diminution par rapport à 1990 (88,5 %). La répartition détaillée en 2018 est la suivante : terres arables (74,5 %), prairies (9,5 %), zones urbanisées (7,9 %), forêts (4,7 %), cultures permanentes (2,9 %), zones agricoles hétérogènes (0,5 %). L'évolution de l’occupation des sols de la commune et de ses infrastructures peut être observée sur les différentes représentations cartographiques du territoire : la carte de Cassini (XVIIIe siècle), la carte d'état-major (1820-1866) et les cartes ou photos aériennes de l'IGN pour la période actuelle (1950 à aujourd'hui).

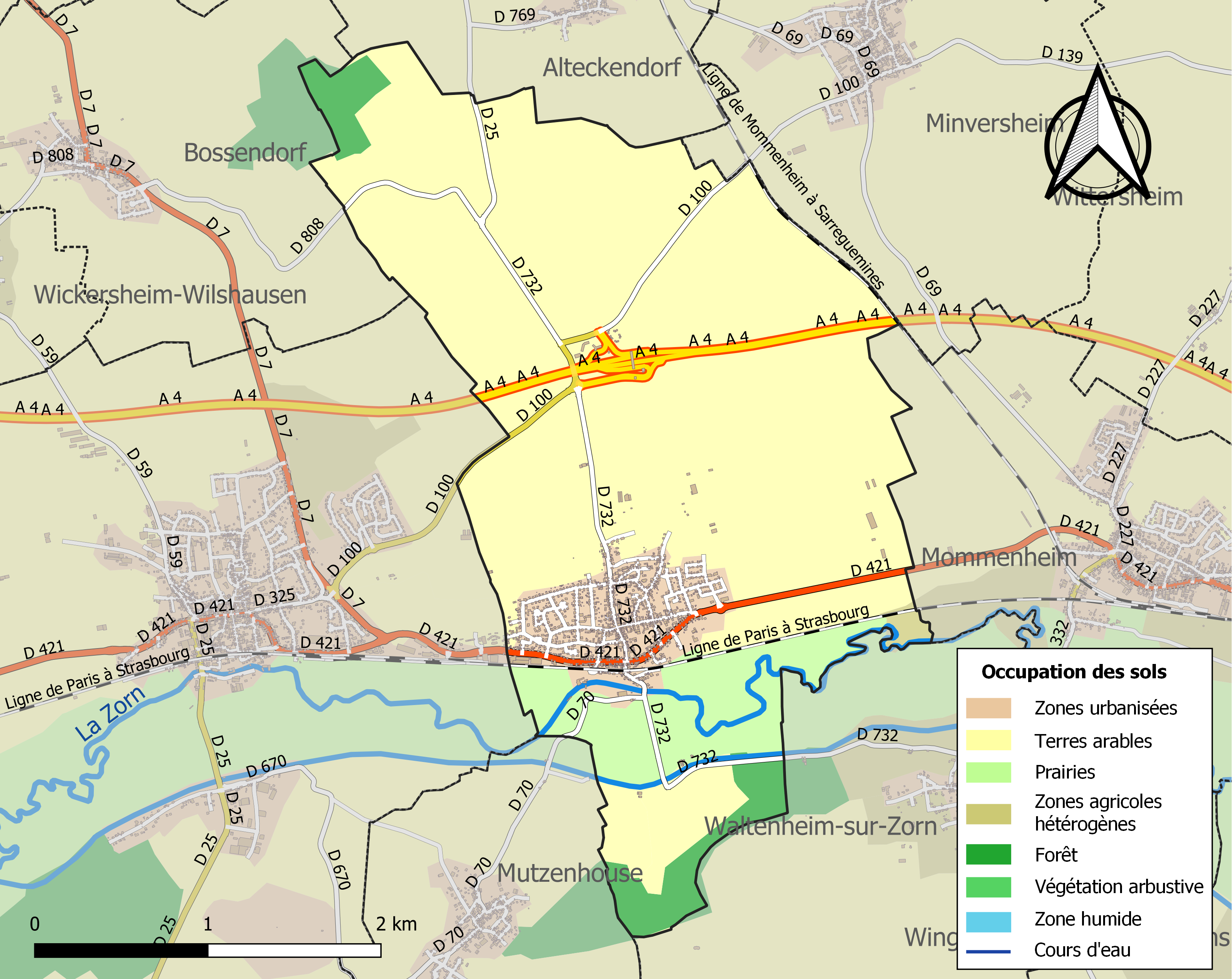
Carte des infrastructures et de l'occupation des sols de la commune en 2018 (CLC).

## Histoire

### Moyen Âge
Schwindratzheim est un village ancien car on cite Svinderadovilla dès 737 dans un document de l’abbaye de Wissembourg. L’abbaye de Schwarzach en 758, le couvent de Honau en 884, le couvent de Saint-Jean de Saverne en 1127 étaient également propriétaires de biens fonciers à Schwindratzheim.
Le village, une ancienne possession impériale, passa au XIIIe ou XIVe siècle à la seigneurie de Lichtenberg, bailliage de Pfaffenhoffen, puis comté de Hanau-Lichtenberg à la fin du XVIe siècle et aux landgraviat de Hesse-Darmstadt en 1736. Les seigneurs de Kageneck tirèrent également quelques revenus de Schwindratzheim au XVe siècle. En 1592, lors de la Guerre des évêques, le village fut pillé par les Strasbourgeois. La Réforme fut introduite en 1545 et un simultaneum fut mis en place entre 1740 et 1902.
L’église protestante a été reconstruite en 1465, en 1738, puis en 1905. Elle a conservé son clocher-chœur romano-gothique et son arc triomphal du début du XIIIe siècle. L’église catholique de style éclectique date de 1900.

### Sobriquets d'autrefois
- Stell d'Kräje : dresse le col de chemise.
- Grosskraje : les vantards.
- Wasserkopf : hydrocéphale.

## Politique et administration

### Budget et fiscalité 2014
En 2014, le budget de la commune était constitué ainsi :
- total des produits de fonctionnement : 1 183 000 €, soit 742 € par habitant ;
- total des charges de fonctionnement : 799 000 €, soit 476 € par habitant ;
- total des ressources d’investissement : 1 549 000 €, soit 971 € par habitant ;
- total des emplois d’investissement : 971 000 €, soit 609 € par habitant ;
- endettement : 1 745 000 €, soit 1 094 € par habitant.

Avec les taux de fiscalité suivants :
- taxe d’habitation : 15,30 % ;
- taxe foncière sur les propriétés bâties : 9,82 % ;
- taxe foncière sur les propriétés non bâties : 43,47 % ;
- taxe additionnelle à la taxe foncière sur les propriétés non bâties : 45,11 % ;
- cotisation foncière des entreprises : 19,31 %.

La commune adhère, via la communauté de communes du Pays de la Zorn, au schéma de cohérence territoriale de la région de Strasbourg (SCOTERS).

## Population et société

### Démographie
L'évolution du nombre d'habitants est connue à travers les recensements de la population effectués dans la commune depuis 1793. Pour les communes de moins de 10 000 habitants, une enquête de recensement portant sur toute la population est réalisée tous les cinq ans, les populations de référence des années intermédiaires étant quant à elles estimées par interpolation ou extrapolation. Pour la commune, le premier recensement exhaustif entrant dans le cadre du nouveau dispositif a été réalisé en 2007.

En 2022, la commune comptait 1 763 habitants, en évolution de +7,04 % par rapport à 2016 (Bas-Rhin : +3,17 %, France hors Mayotte : +2,11 %).
| 1793 | 1800 | 1806 | 1821  | 1831  | 1836  | 1841  | 1846  | 1851  |
| ---- | ---- | ---- | ----- | ----- | ----- | ----- | ----- | ----- |
| 838  | 884  | 994  | 1 176 | 1 271 | 1 283 | 1 260 | 1 263 | 1 253 |

| 1856  | 1861  | 1866  | 1871  | 1875  | 1880  | 1885  | 1890  | 1895  |
| ----- | ----- | ----- | ----- | ----- | ----- | ----- | ----- | ----- |
| 1 155 | 1 173 | 1 217 | 1 180 | 1 196 | 1 227 | 1 197 | 1 242 | 1 199 |

| 1900  | 1905  | 1910  | 1921  | 1926  | 1931  | 1936  | 1946  | 1954  |
| ----- | ----- | ----- | ----- | ----- | ----- | ----- | ----- | ----- |
| 1 164 | 1 175 | 1 129 | 1 038 | 1 054 | 1 060 | 1 115 | 1 152 | 1 062 |

| 1962  | 1968  | 1975  | 1982  | 1990  | 1999  | 2006  | 2007  | 2012  |
| ----- | ----- | ----- | ----- | ----- | ----- | ----- | ----- | ----- |
| 1 160 | 1 281 | 1 367 | 1 511 | 1 550 | 1 670 | 1 619 | 1 611 | 1 574 |

| 2017  | 2022  | - | - | - | - | - | - | - |
| ----- | ----- | - | - | - | - | - | - | - |
| 1 675 | 1 763 | - | - | - | - | - | - | - |

## Lieux et monuments

### Paroisse luthérienne

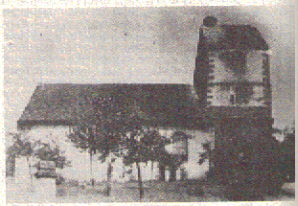
Vue de l’église Schwindratzheim avant les travaux de 1904-1906.

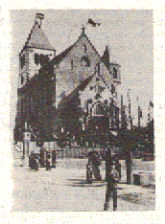
Vue de l’église Schwindratzheim après les travaux de 1904-1906.

L’ancienne église Saints-Pierre-et-Paul fut simultanée pour les cultes luthériens et catholiques de 1740 au 4 septembre 1902. Le clocher remonte au XIIIe siècle. Jusqu’au début du XXe siècle, il fut recouvert d’un toit en bâtière. La nef fut reconstruite en 1738. En 1901 il fut décidé d’agrandir ce lieu de culte. On confia ces travaux à l’architecte Heinrich Gloeckner de Strasbourg. La nef fut entièrement démolie à partir du 29 août 1904 puis reconstruite à partir du 6 novembre 1904. On profita de ces travaux pour rehausser le clocher d’un étage pour un coût total de 73 227 marks. L’inauguration fut célébrée le 30 septembre 1906.
Le cimetière protestant fut inauguré en 1848.

### Paroisse catholique
L’église catholique Saints-Pierre-et-Paul fut inaugurée le 21 mars 1902 après deux années de chantier. Aujourd’hui encore la communauté catholique est une annexe de la paroisse de Hochfelden.
Le cimetière catholique est resté derrière l’église luthérienne.

### Moulin à farine
Le moulin de Schwindratzheim, propriété des comtes de Hanau-Lichtenberg,.

## Personnalités liées à la commune
- Marilou Duringer (née en 1948), footballeuse avec le FC Schwindratzheim dans les années 1960, fonctionnaire de la FFF et chef de délégation de l'équipe de France féminine depuis 1985[31]
- Georges Konrath (né en 1937), arbitre international de football, ayant arbitré des matchs de finales de coupe de France, et divers matchs internationaux.

### Héraldique
| Blason de Schwindratzheim | Blason  | Parti : au premier d'argent au lion de sable, lampassé de gueules, à la bordure du même, au second d'azur à la croix haussée alésée au pied fourché d'or. |
| Blason de Schwindratzheim | Détails | |